# ながやす巧
ながやす 巧（ながやす たくみ、1949年1月4日 - ）は、日本の漫画家。長崎県生まれ、熊本県育ち。

## 概歴
- ちばてつやの漫画『ちかいの魔球』に深い感銘を受けて[1]漫画家を目指し上京。貸本劇画作家としてデビューし、南波健二プロダクションのアシスタントを経て独立。1969年に少年漫画雑誌連載の『男になれ』で商業誌デビュー。

- 代表作のひとつに梶原一騎原作の『愛と誠』（1975年度講談社出版文化賞）がある。1998年以降は浅田次郎の小説をコミカライズしたものを発表しており、原作の世界観に忠実かつ緻密な人物・風景描写を二次元の場において再現しており、その描写力に浅田は惜しみない絶賛を送っている。

- デビュー以来、「人がいると気を使ってしまうので集中できない」との理由でアシスタントは全く使わない主義であり、背景やモブシーンも全て自らペンを入れる。2008年に貸本作家デビューから45周年を迎えるにあたり、短編3作と短期連載1作を収録したアンソロジー「画業45年記念出版 ながやす巧 作品集」が講談社から発売された。巻末エッセイでは『愛と誠』連載中は布団で寝たことがなく、『鉄道員』は原稿を全て描き上げてから掲載となり、他の連載作もある程度まとまった量を描き溜めておく場合が多いと述べている。

- 2010年には別冊少年マガジンで『壬生義士伝』を連載する傍ら[4]、同誌連載作の『どうぶつの国』応援企画として全連載作家が4コマ漫画を寄稿した『どうぶつよんこま』にて、自身の作家生活で初と述べる4コマ漫画を執筆した[5]。同年、『壬生義士伝』で第39回日本漫画家協会賞・優秀賞を受賞[6]。

- 2017年3月23日、『浦沢直樹の漫勉』（NHK Eテレ）にてテレビ初出演。初めて仕事場へカメラが入り、執筆過程や浦沢直樹との対談が放送された[2][3][7]。
- 2019年、生誕70年・画業55年を記念して原画展が開催された[8]。
- 2023年、『壬生義士伝』が完結[9]。
- 2024年4月12日、第53回日本漫画家協会賞・文部科学大臣賞を受賞[10]。

## 作品リスト

### 貸本劇画
- 撮影（1964年、東京トップ社）
- 不運（1964年、東京トップ社）
- その愛・・・散る（1964年、東京トップ社）
- てまねきの罠（1965年、東京トップ社）
- なくさないでネ ペンダント（1965年、ひばり書房）
- あいつとこいつとこの俺と（1966年、ひばり書房）
- おにいちゃんの初恋（1966年、ひばり書房）
- おねえさん（1966年、ひばり書房）
- 雪にとけた愛（1967年、ひばり書房）
- 島へ（1967年、ひばり書房）
- 若者（1967年、ひばり書房）
- レッツゴードライブ（1968年、ひばり書房）
- 戦場の墓標（1968年、ひばり書房）
- おふくろ（1968年、ひばり書房）
- すべってコロンデ（1968年、ひばり書房）

### 雑誌掲載
★印は「ながやす巧 作品集」収録作
- 男になれ!（1969年、増刊少年サンデー、小学館）
- 黒い鷹（1969年、デラックス少年サンデー、小学館）
- 野良犬の死（1969年、週刊少年チャンピオン、秋田書店）
- 青い叫び（1969年、増刊少年サンデー、小学館）
- 片腕の報酬（原作：北沢力、1969年、デラックス少年サンデー、小学館）
- ブライガン（原作：北沢力、1969年、デラックス少年サンデー、小学館）
- 誓いの旗（チェッカー）（原作：神保史郎、1969年、週刊少年サンデー、小学館）
- 雨に消えた現金（1970年、週刊少年ジャンプ、集英社）
- その人は昔（原作：松山善三、1970年 - 1971年、別冊少年ジャンプ、集英社）★
- 錆びた銃口（1971年、増刊希望の友、潮出版社）
- Vの口笛（原作：遠崎史郎、1971年、週刊少年ジャンプ、集英社）
- 牙走り（原作：小池一雄、1972年、週刊少年サンデー、小学館）
- 鬼輪番（原作：小池一雄、1972年、マンガストーリー、双葉社）
- 愛と誠（原作：梶原一騎、1973年 - 1976年、週刊少年マガジン、講談社）
- リングの鷲（原作：後閑英雄、1977年、希望の友→少年ワールド、潮出版社）
- 故郷を撃て!（原作：滝沢解、1979年、週刊少年マガジン、講談社）
- ぶらりぶらぶら物語（原作：松山善三、1981年、コミックトム、潮出版社、全1巻）
- 潮騒伝説（原作：松山善三、コミックトム、潮出版社）
- チャンピオン（原作：史村翔、1984年、週刊ヤングマガジン、講談社）★ - KCデラックス『歌謡漫画大全集』に収録。
- 雪の終わり（原作：史村翔、1985年、週刊ヤングマガジン、講談社）
- Dr.クマひげ（原作：史村翔、1986年 - 1988年、週刊ヤングマガジン、講談社）
- ヒーロー（原作：史村翔、1988年、週刊ヤングマガジン、講談社）
- 沙流羅（原作：大友克洋、1990年 - 2004年、週刊ヤングマガジン、講談社）
- 幽婚（原作：市川森一、1991年、ミスターマガジン、講談社）★
- ラブ・レター（原作：浅田次郎、1998年、週刊ヤングマガジン） - KCデラックス『鉄道員』および講談社文庫『鉄道員／ラブ・レター』に収録）
- 鉄道員（ぽっぽや）（原作：浅田次郎、1999年、月刊アフタヌーン、講談社）★ - 上に同じ
- 壬生義士伝（原作：浅田次郎、2007年 - 2009年、コミックチャージ、角川書店→2010年 - 2014年、別冊少年マガジン、講談社→2014年 - 、画楽.mag、集英社・ホーム社）

## 関連書籍
- いきなり最終回 PART3（JICC出版局 1991年） - 『愛と誠』の最終回を掲載。ながやすのコメントもあり。